# Attilio Pierro
Attilio Pierro (Maratea, 10 novembre 1974) è un politico italiano, deputato nella XIX legislatura.
Nell'estate 2022 è indicato dal centro-destra come candidato per il collegio uninominale Campania, risultando poi eletto.